# Котлован (село)
Котлован — село в Удомельском городском округе Тверской области. 

## География
Село расположено на берегу реки Съежа в 27 км на север от города Удомля.

## История
В 1798 году в селе была построена каменная Воскресенская церковь с 2 престолами, метрические книги с 1790 года. 
В конце XIX — начале XX века село входило в состав Кузьминской волости Вышневолоцкого уезда Тверской губернии.
С 1929 года село являлось центром Котловановского сельсовета Удомельского района Тверского округа Московской области, с 1935 года — в составе Калининской области, с 1994 года — центр Котловановского сельского округа, с 2005 года — в составе Котловановского сельского поселения, с 2015 года — в составе Удомельского городского округа.
До 2019 года в селе действовала Котлованская средняя общеобразовательная школа.

## Население
| 1859 | 1997 | 2002 | 2010 |
| ---- | ---- | ---- | ---- |
| 161  | ↗641 | ↘325 | ↗326 |

## Достопримечательности
В деревне расположена действующая Церковь Воскресения Христова (1798).